# Hans Werner Widrig
Hans Werner Widrig (* 10. April 1941 in Walenstadt, Kanton St. Gallen) ist ein Schweizer Politiker (CVP).

## Leben
Hans Werner Widrig ist der Sohn des Sekundarlehrers Anton Widrig und dessen Frau Ida, geborene Peduzzi. Widrig besuchte die Primarschule und Oberstufe und erlernte anschliessend für drei Jahre im Ingenieurbüro Spengler den Beruf des Tiefbauzeichners, den er dann in Bauingenieur-Büros der Stadt Zürich ausübte. Berufsbegleitend absolvierte er ein Bauingenieurstudium, das er mit dem Diplom abschloss, am Institut Juventus des Abendtechnikums Zürich. Im Jahr 1970 gründete er ein Bauingenieurbüro, das im Laufe der Zeit mehrere Niederlassungen eröffnete und ab 1975 als H.W. Widrig AG firmierte.
Er war von 1983 bis 1987 Kantonsrat des Kantons St. Gallen, von 1987 bis 1991 und von 1995 bis 2003 Nationalrat.
Ausserdem war Widrig Vizepräsident des Schweizerischen Gewerbeverbandes und Präsident des Gewerbeverbandes des Kantons St. Gallen.
Seit 1967 ist Widrig mit seiner Frau Els, geborene Baumgartner verheiratet. Zusammen haben sie zwei Söhne und eine Tochter.